# Corpus Inscriptionum Etruscarum

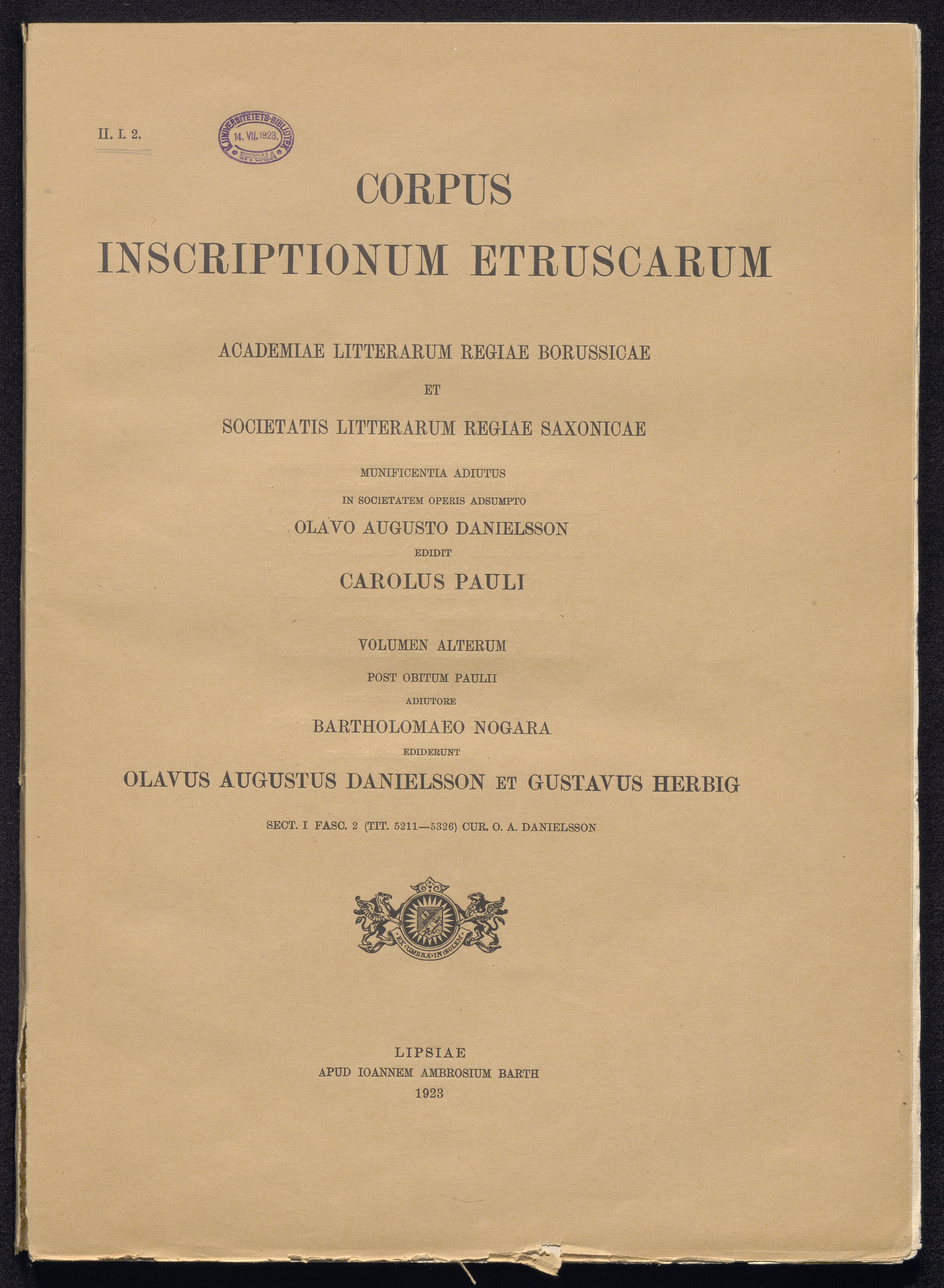
Corpus Inscriptionum Etruscarum, 2, 1, 2 (Tit. 5211-5326), Lipsiae, 1923.

Das Corpus Inscriptionum Etruscarum (Abkürzung: CIE) ist eine Sammlung antiker etruskischer Inschriften. Das CIE wurde mit dem Ziel gegründet, alle vorhandenen etruskischen Inschriften systematisch zu erfassen und der Auswertung zur Erforschung der etruskischen Sprache zugänglich zu machen.
Die etruskische Sprache ist nicht mit einer der großen Sprachfamilien verwandt und galt lange Zeit als nicht übersetzbar. Anstatt sprachvergleichender Methoden zur Übersetzung wurde daher die philologisch-historische Methode, die bekannte Inschriften auf Gräbern, Urnen und Grabbeigaben mit religiösen Formeln benachbarter Sprachen verglich und dadurch Worte ermittelte, zur Übersetzung herangezogen. Dazu war eine Sammlung der Inschriften als Basis für diese Methode notwendig geworden.
Der Initiator dieses Projektes war der Philologe und Etruskologe Carl Pauli. Seit 1885 (andere Angaben: 1890) verfolgte er die systematische Sammlung etruskischer Inschriften. Das CIE selbst wurde 1893 unter Mitwirkung der Preußischen Akademie der Wissenschaften Berlin begründet. In der Folge wurde das CIE von verschiedenen internationalen Forschern bearbeitet, zu nennen sind dabei der Mitherausgeber der ersten Veröffentlichungen des CIE, der Schwede Olof August Danielsson von der Universität Uppsala, sowie der deutsche Sprachforscher Gustav Herbig (1868–1925), der später ebenfalls an Veröffentlichungen des CIE mit Danielsson beteiligt war. Nach dem Tod Danielssons 1933 wurde die Arbeit am CIE zunächst eingestellt.
Nach dem Zweiten Weltkrieg kam das Projekt zur Nachfolgeorganisation der Preußischen Akademie der Wissenschaften, der Akademie der Wissenschaften der DDR, und wurde dem Zentralinstitut für Alte Geschichte und Archäologie bzw. 1955 dem neu geschaffenen Institut für griechisch-römische Altertumskunde zugeordnet. Dort wurden Projekte, die schon länger unbearbeitet geblieben waren – wie das CIE – nicht wieder neu aufgenommen.
Seit 1970 wird das Werk von italienischen Forschern unter der Herausgeberschaft des Consiglio Nazionale delle Ricerche fortgeführt.

## Bände
- Corpus inscriptionum Etruscarum. Academiae Litterarum Regiae Borussicae et Societatis Litterarum Regiae Saxonicae munificentia adiutus (...) edidit Carolus Pauli. (...)
- Corpus inscriptionum Etruscarum – Vol. 1 (Tit. 1-4917), Lipsiae 1893 (1902, 1964).
- Corpus inscriptionum Etruscarum – Vol. 2, Sec. 1, Fasc. 1 (Tit. 4918-5210), Olof August Danielsson, Gustav Herbig, 1907 (1936, 1964, 1970).
- Corpus inscriptionum Etruscarum – 2, 1, 2 (Tit. 5211-5326), Gustav Herbig, 1923 (1964, 1970).
- Corpus inscriptionum Etruscarum – 2, 1, 3 (Tit. 5327-5606), Ernst Sittig, 1936.
- Corpus inscriptionum Etruscarum – 2, 1, 4 (Tit. 5607-6324), Mauro Cristofani, 1970 (2003).
- Corpus inscriptionum Etruscarum – 2, 1, 5 (Tit. 6325-6723), Giovanni Colonna, Daniele F. Maras, 2006
- Corpus inscriptionum Etruscarum – 2, 2, 1 (Tit. 8001-8600), Gustav Herbig, 1912 (1936, 1964, 1970).
- Corpus inscriptionum Etruscarum – 2, 2, 2 (Tit. 8601-8880), Mauro Cristofani, 1996.
- Corpus inscriptionum Etruscarum – 2, 2, 1 (Tit. 8881-8927), Giovanni Colonna, Daniele F. Maras 2006.
- Corpus inscriptionum Etruscarum – 3, 1 (Tit. 10001-10520), Maristella Pandolfini Angeletti, 1982.
- Corpus inscriptionum Etruscarum – 3, 2 (Tit. 10521-10950), Juliana Magini Carella Prada, 1987.
- Corpus inscriptionum Etruscarum – 3, 3 (Tit. 10951-11538), Maristella Pandolfini Angeletti, 1994.
- Corpus inscriptionum Etruscarum – 3, 4 (Tit. 11539-12113), Adriano Maggiani, 2004.
- Corpus inscriptionum Etruscarum – 4, 1 (Tit. 20001–21071), Giuseppe Sassatelli, 2017.